# Liste der Länderspiele der albanischen Futsalnationalmannschaft
Die Liste der Länderspiele der albanischen Futsalnationalmannschaft beinhaltet alle FIFA-Futsalländerspiele der albanischen Futsalnationalmannschaft. Sie bestritt am 7. November 2003 ihr erstes Länderspiel gegen die Auswahl Griechenlands.

## Liste der Länderspiele
| Nr. | Datum      | Ergebnis      | Gegner              | Austragungsort | Anlass                        | Bemerkung                                                    |
| --- | ---------- | ------------- | ------------------- | -------------- | ----------------------------- | ------------------------------------------------------------ |
| 1   | 07.11.2003 | 4:13          | Griechenland        | Braga          | FIFA WM Futsal Qualifikation  | 1. Länderspiel gegen Griechenland                            |
| 2   | 08.11.2003 | 6:18          | Portugal            | Braga          | FIFA WM Futsal Qualifikation  | 1. Länderspiel gegen Portugal, höchste Länderspielniederlage |
| 3   | 06.01.2004 | 8:6           | England             | Vlora          | UEFA EM Futsal Qualifikation  | 1. Länderspiel gegen England                                 |
| 4   | 08.01.2004 | 1:1           | Zypern              | Vlora          | UEFA EM Futsal Qualifikation  | 1. Länderspiel gegen Zypern                                  |
| 5   | 15.04.2004 | 2:8           | Mazedonien          | Durrës         | Freundschaftsspiel            | 1. Länderspiel gegen Mazedonien                              |
| 6   | 13.01.2007 | 2:3           | Montenegro          | ?              | Freundschaftsspiel            | 1. Länderspiel gegen Montenegro                              |
| 7   | 18.01.2007 | 3:6           | Türkei              | Vantaa         | UEFA Futsal-EM-Qualifikation  | 1. Länderspiel gegen die Türkei                              |
| 8   | 19.01.2007 | 3:5           | Armenien            | Vantaa         | UEFA Futsal-EM-Qualifikation  | 1. Länderspiel gegen Armenien                                |
| 9   | 21.01.2007 | 2:5           | Finnland            | Vantaa         | UEFA Futsal-EM-Qualifikation  | 1. Länderspiel gegen Finnland                                |
| 10  | 10.12.2007 | 0:4           | Kroatien            | Krapina        | Freundschaftsspiel            | 1. Länderspiel gegen Kroatien                                |
| 11  | 11.12.2007 | 0:4           | Kroatien            | Krapina        | Freundschaftsspiel            |                                                              |
| 12  | 28.02.2008 | 0:2           | Slowenien           | Paola          | FIFA Futsal-WM-Qualifikation  | 1. Länderspiel gegen Slowenien                               |
| 13  | 29.02.2008 | 2:1           | Malta               | Paola          | FIFA Futsal-WM-Qualifikation  | 1. Länderspiel gegen Malta                                   |
| 14  | 02.03.2008 | 7:6           | Griechenland        | Paola          | FIFA Futsal-WM-Qualifikation  |                                                              |
| 15  | 19.02.2009 | 0:3           | Griechenland        | Valletta       | UEFA Futsal-EM-Qualifikation  |                                                              |
| 16  | 20.02.2009 | 5:2           | Malta               | Valletta       | UEFA Futsal-EM-Qualifikation  |                                                              |
| 17  | 22.02.2009 | 0:3           | Georgien            | Valletta       | UEFA Futsal-EM-Qualifikation  | 1. Länderspiel gegen Georgien                                |
| 18  | 04.03.2009 | 2:8           | Ungarn              | Sabha          | Sabha 2009 Cup                | 1. Länderspiel gegen Ungarn                                  |
| 19  | 05.03.2009 | 3:10          | Libyen              | Sabha          | Sabha 2009 Cup                | 1. Länderspiel gegen Libyen                                  |
| 20  | 08.03.2009 | 0:4           | Libyen              | Sabha          | Freundschaftsspiel            |                                                              |
| 21  | 02.11.2010 | 0:5           | Slowenien           | Tripolis       | Mediterranean Futsal Cup 2010 |                                                              |
| 22  | 03.11.2010 | 2:5           | Frankreich          | Tripolis       | Mediterranean Futsal Cup 2010 | 1. Länderspiel gegen Frankreich                              |
| 23  | 05.11.2010 | 2:6           | Algerien            | Tripolis       | Mediterranean Futsal Cup 2010 | 1. Länderspiel gegen Algerien                                |
| 24  | 06.11.2010 | 4:3           | Zypern              | Tripolis       | Mediterranean Futsal Cup 2010 |                                                              |
| 25  | 08.11.2010 | 1:2           | Griechenland        | Tripolis       | Mediterranean Futsal Cup 2010 |                                                              |
| 26  | 09.11.2010 | 3:1           | Algerien            | Tripolis       | Mediterranean Futsal Cup 2010 |                                                              |
| 27  | 20.01.2011 | 0:9           | Finnland            | Tampere        | UEFA Futsal-EM-Qualifikation  |                                                              |
| 28  | 22.01.2011 | 7:6           | Zypern              | Tampere        | UEFA Futsal-EM-Qualifikation  |                                                              |
| 29  | 23.01.2011 | 4:2           | San Marino          | Tampere        | UEFA Futsal-EM-Qualifikation  | 1. Länderspiel gegen San Marino                              |
| 30  | 20.10.2011 | 0:0           | Finnland            | Tallinn        | FIFA Futsal-WM-Qualifikation  |                                                              |
| 31  | 21.10.2011 | 5:3           | Estland             | Tallinn        | FIFA Futsal-WM-Qualifikation  | 1. Länderspiel gegen Estland                                 |
| 32  | 23.10.2011 | 2:5           | Türkei              | Tallinn        | FIFA Futsal-WM-Qualifikation  |                                                              |
| 33  | 23.01.2013 | 2:4           | Dänemark            | Yverdon        | UEFA Futsal-EM-Qualifikation  | 1. Länderspiel gegen Dänemark                                |
| 34  | 24.01.2013 | 2:5           | Norwegen            | Yverdon        | UEFA Futsal-EM-Qualifikation  | 1. Länderspiel gegen Norwegen                                |
| 35  | 26.01.2013 | 2:8           | Schweiz             | Yverdon        | UEFA Futsal-EM-Qualifikation  | 1. Länderspiel gegen die Schweiz                             |
| 36  | 13.09.2013 | 6:5           | Schweiz             | Elbasan        | Freundschaftsspiel            |                                                              |
| 37  | 14.09.2013 | 4:3           | Schweiz             | Elbasan        | Freundschaftsspiel            |                                                              |
| 38  | 14.01.2015 | 2:4           | Moldau              | Ciorescu       | UEFA Futsal-EM-Qualifikation  | 1. Länderspiel gegen Moldau                                  |
| 39  | 15.01.2015 | 2:5           | Frankreich          | Ciorescu       | UEFA Futsal-EM-Qualifikation  |                                                              |
| 40  | 17.01.2015 | 11:0          | San Marino          | Ciorescu       | UEFA Futsal-EM-Qualifikation  | Höchster Länderspielsieg                                     |
| 41  | 22.10.2015 | 5:2           | Litauen             | Kaunas         | FIFA Futsal-WM-Qualifikation  | 1. Länderspiel gegen Litauen                                 |
| 42  | 23.10.2015 | 0:1           | Frankreich          | Kaunas         | FIFA Futsal-WM-Qualifikation  |                                                              |
| 43  | 25.10.2015 | 6:3           | Malta               | Kaunas         | FIFA Futsal-WM-Qualifikation  |                                                              |
| 44  | 01.06.2016 | 2:2           | Türkei              | Kocaeli        |                               |                                                              |
| 45  | 02.06.2016 | 2:2           | Türkei              | Kocaeli        |                               |                                                              |
| 46  | 24.01.2017 | 7:1           | Bulgarien           | Varna          | UEFA Futsal-EM-Qualifikation  | 1. Länderspiel gegen Bulgarien                               |
| 47  | 25.01.2017 | 5:1           | England             | Varna          | UEFA Futsal-EM-Qualifikation  |                                                              |
| 48  | 27.01.2017 | 3:2           | Malta               | Varna          | UEFA Futsal-EM-Qualifikation  |                                                              |
| 49  | 08.04.2017 | 3:4           | Ungarn              | Baku           | UEFA Futsal-EM-Qualifikation  |                                                              |
| 50  | 09.04.2017 | 0:5           | Aserbaidschan       | Baku           | UEFA Futsal-EM-Qualifikation  | 1. Länderspiele gegen Aserbaidschan                          |
| 51  | 11.04.2017 | 6:6           | Bosnien-Herzegowina | Baku           | UEFA Futsal-EM-Qualifikation  | 1. Länderspiel gegen Bosnien-Herzegowina                     |
| 52  | 03.03.2018 | 5:5           | Kosovo              | Pristina       |                               | 1. Länderspiel gegen den Kosovo                              |
| 53  | 04.03.2018 | 3:3, 2:3 i.S. | Mazedonien          | Pristina       |                               |                                                              |